# Чептура-де-Жос
Чептура-де-Жос (рум. Ceptura de Jos) — село у повіті Прахова в Румунії. Адміністративний центр комуни Чептура.
Село розташоване на відстані 67 км на північ від Бухареста, 25 км на схід від Плоєшті, 140 км на захід від Галаца, 90 км на південний схід від Брашова.

## Населення
За даними перепису населення 2002 року у селі проживали 2518 осіб, з них 2517 осіб (> 99,9%) румунів. Рідною мовою 2517 осіб (> 99,9%) назвали румунську.